# Ocean City (Maryland)
Pour les articles homonymes, voir Ocean City.
Ocean City est une station balnéaire de la côte est des États-Unis, dans le comté de Worcester, dans le Maryland, aux États-Unis.
Ocean City est une importante station balnéaire. Sa population était de 7 102 au recensement des États-Unis de 2010, bien que pendant les week-ends d'été la ville accueille entre 320 000 et 345 000 vacanciers, et jusqu'à 8 millions de visiteurs par an. Pendant l'été, Ocean City devient la deuxième ville la plus peuplée du Maryland, après Baltimore. Situé sur l'île barrière Fenwick, il fait partie de l'aire métropolitaine de Salisbury. 

## Démographie

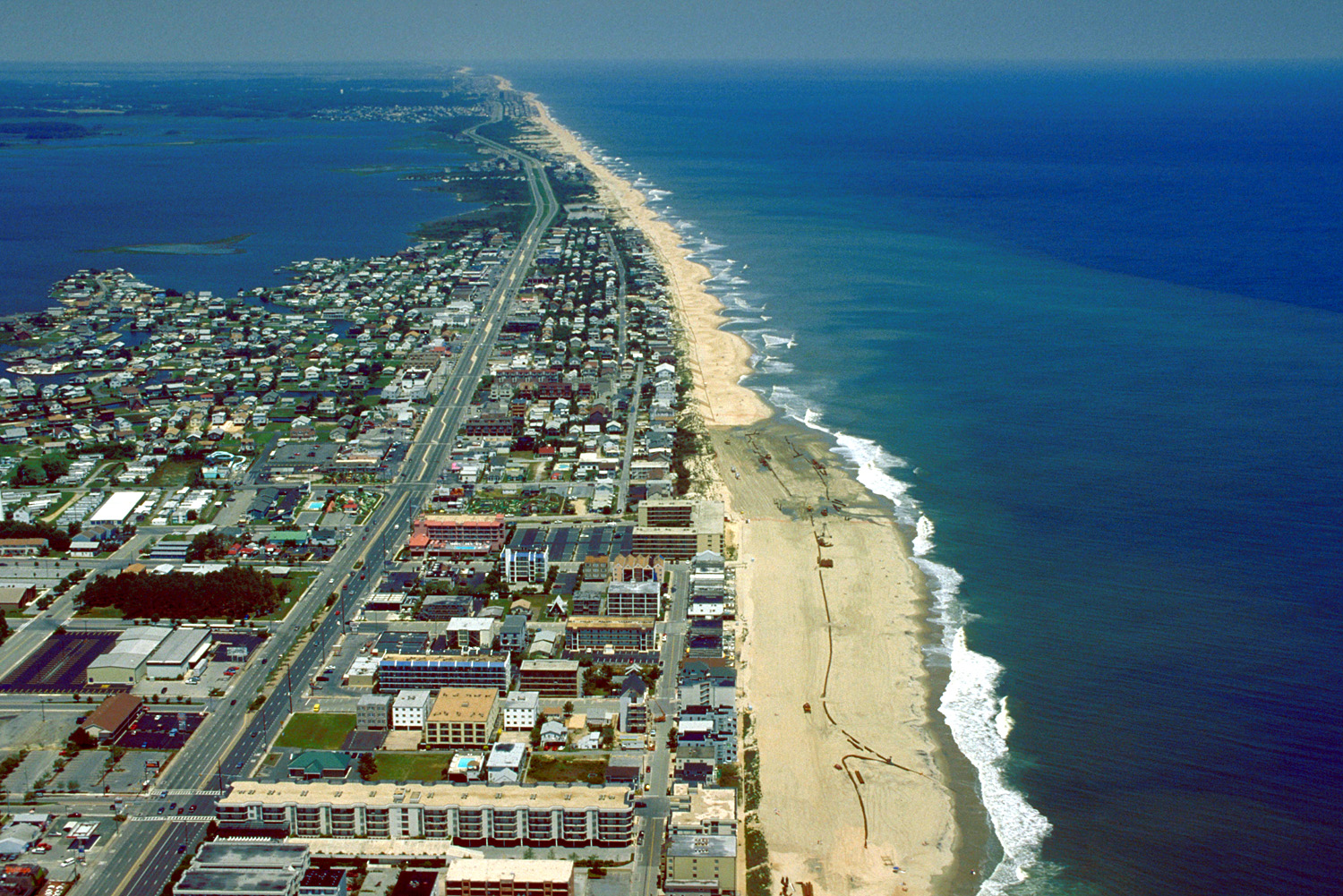
Océan City sur l'île Fenwick